# Kováts Lajos (plébános)
Kováts Lajos (Győr, 1837. augusztus 15. – Gyömöre, 1909. november 11.) római katolikus pap, egyházi író.

## Élete
Iparos szülőktől gyermeke, összes tanulmányait szülővárosában végezte el. 1862-ben mint Győr egyházmegyének felszentelt papja Rábaszentmihályra került segédlelkésznek. Innen 1866-ban Gyömörére (Győr m.) plébánosnak, ahol élete végéig működött. 

## Művei
Egyházi beszédeket írt a Mendlik Ágoston által kiadott Könnyű és Népszerű Falusi Prédikácziókba (1863), annak Alkalmi beszédek című kiadott munkájába, később a Zádori János-féle Lelki Pásztor évfolyamaiban, majd a Fábián János által szerkesztett Isten Igéjébe, később pedig a Jó Pásztor-, Borromaeus- és a Hitszónoklati Folyóiratba. 
Önállóan egy műve jelent meg:
- Egyházi beszédek az év minden vasár- és ünnepnapjaira. Függelékül bőjti- és alkalmi beszédek. Győr, 1895, két kötet (106 beszéd)